# Muang Pakxan (distrikt)
Muang Pakxan är ett distrikt i Laos.   Det ligger i provinsen Bolikhamsai, i den centrala delen av landet, 130 km öster om huvudstaden Vientiane.